# Conde de Cervera
Conde ou Condessa de Cervera é um título nobiliárquico, criado pela primeira vez pelo rei Pedro IV de Aragão. Atualmente é um dos títulos vinculados tradicionalmente ao herdeiro da Coroa da Espanha, sendo seu titular Leonor, Princesa das Astúrias.

## Visão Geral
O título foi criado em 1353 pelo rei de Aragão Pedro IV, O Cerimonioso para seu filho e herdeiro, o infante João, futuro João I de Aragão. Este título, típico dos herdeiros do trono da Coroa de Aragão, estará sempre ligado ao de Príncipe de Girona desde 1414, partilhando as mesmas vicissitudes.
Cervera é a capital da região de Segarra, na província de Lérida, na Catalunha. Especificamente, representa o herdeiro do Reino de Valência, parte da Coroa de Aragão. A Coroa de Aragão e as suas instituições foram formalmente abolidas após a Guerra da Sucessão Espanhola (1702-1713), com a ascensão do primeiro Bourbon ao trono de Espanha, pelos Decretos da Nueva Planta, pelos quais todas as terras de Aragão foram incorporadas, como províncias, em uma administração espanhola unificada.

## Situação
Desde 19 de junho de 2014 os títulos de herdeiro da antiga Coroa de Aragão são ostentados pela princesa Leonor de Bourbon e Ortiz, onde também recebeu explicitamente o título de Princesa das Astúrias e outros títulos vinculados tradicionalmente ao sucessor da Coroa d Espanha. No âmbito legal, a Constituição espanhola de 1978 estabelece no Título II, art. 57.2: 
| “ | O Príncipe herdeiro, desde seu nascimento ou desde que se produza o fato que origine o chamamento terá a dignidade de Príncipe das Astúrias e os demais títulos vinculados tradicionalmente ao sucessor da Coroa de Espanha | ” |

Em 1996, em uma visita oficial a Cervera, o rei Filipe VI enquanto herdeiro do trono espanhol assumiu o título em uma cerimônia de homenagem popular. Desde a supressão da Coroa de Aragão, a princípios do século XVIII, é o primeiro herdeiro real que o ostenta, se bem que não tem feito uso público dele salvo nas ocasionais visitas à Catalunha e na cerimônia de seu casamento.